# Werner Delmes
Werner Delmes, né le 28 septembre 1930 à Cologne et mort le 13 janvier 2022 dans la même ville, est un joueur allemand de hockey sur gazon.

## Biographie
Werner Delmes compte 40 sélections en équipe d'Allemagne ; il est médaillé de bronze aux Jeux olympiques de 1956 à Melbourne et septième aux Jeux olympiques de 1960 à Rome.
Il est le sélectionneur de l'équipe d'Allemagne de l'Ouest médaillée d'or aux Jeux olympiques de 1972 à Munich.